# Cornelia Salonina
Cornelia Salonina, född okänt år, eventuellt död 268 i Mediolanum, var en romersk kejsarinna, gift med kejsar Gallienus.
Hon ska ha varit av grekiskt ursprung och kommit från Mindre Asien, men detta är inte bekräftat. Hon gifte sig med Gallenius ungefär tio år innan han blev kejsare och fick titeln Augusta direkt efter att han intog ämbetet. Det är inte känt vad som hände med henne efter att hennes man 268 blev mördad i Milano, men hon blev troligen antingen avrättad med övriga familjemedlemmar på senatens order eller frisläppt.  

## Bilder
| - Gallienusbågen i Rom dedicerades åt kejsar Gallienus och Cornelia Salonina. |